# Séwé Sports de San Pédro
El Séwé Sports de San Pedro es un equipo de fútbol de Costa de Marfil que participa en la Primera División de Costa de Marfil, la liga de fútbol más importante del país.

## Historia
Fue fundado en el año 1953 en la ciudad de San Pédro. Ha sido campeón de liga en 3 ocasiones y ha ganado la copa doméstica 1 vez.
A nivel internacional ha participado en 8 torneos continentales, donde su mejor participación ha sido en la Copa Confederación de la CAF 2014, en la cual fue finalista.

## Palmarés
- Primera División de Costa de Marfil: 3

2012, 2013, 2014
- Copa Houphouët-Boigny: 4

2005, 2012, 2013, 2014
- Copa de Costa de Marfil :1

2016

## Participación en secompeticiones de la CAF
| Temporada | Torneo                       | Ronda          | Club                   | Casa  | Visita | Global      |
| --------- | ---------------------------- | -------------- | ---------------------- | ----- | ------ | ----------- |
| 2006      | Copa Confederación de la CAF | 1              | NA Hussein Dey         | 1-0   | 1-3    | 2-3         |
| 2007      | Liga de Campeones de la CAF  | Preliminar     | Mighty Barrolle        | 3-1   | 0-1    | 3-2         |
| 2007      | Liga de Campeones de la CAF  | 1              | Cotonsport Garoua      | 1-0   | 0-4    | 1-4         |
| 2010      | Copa Confederación de la CAF | Preliminar     | USFA Ouagadougou       | 2-1   | 1-0    | 3-1         |
| 2010      | Copa Confederación de la CAF | 1              | Stade Malien           | 2-0   | 0-2    | 2-2 (3-4 p) |
| 2011      | Copa Confederación de la CAF | Preliminar     | Ashanti Gold SC        | 0-1   | 0-1    | 0-2         |
| 2012      | Copa Confederación de la CAF | Preliminar     | Unisport de Bafang     | 0-1   | 0-0    | 0-1         |
| 2013      | Liga de Campeones de la CAF  | Preliminar     | Horoya AC              | 3-0   | 0-0    | 3-0         |
| 2013      | Liga de Campeones de la CAF  | 1              | Al-Hilal Omdurmán      | 4-1   | 1-3    | 5-4         |
| 2013      | Liga de Campeones de la CAF  | 2              | FUS Rabat              | 0-0   | 1-1    | 1-1 (a)     |
| 2013      | Liga de Campeones de la CAF  | Fase de grupos | Espérance ST           | 0-1   | 0-1    | 4.º lugar   |
| 2013      | Liga de Campeones de la CAF  | Fase de grupos | Cotonsport Garoua      | 0-0   | 0-1    | 4.º lugar   |
| 2013      | Liga de Campeones de la CAF  | Fase de grupos | CRD do Libolo          | 3-1   | 2-2    | 4.º lugar   |
| 2014      | Liga de Campeones de la CAF  | Preliminar     | Os Balantas            | w.o.1 | w.o.1  | w.o.1       |
| 2014      | Liga de Campeones de la CAF  | 1              | BYC FC                 | 1-0   | 3-3    | 4-3         |
| 2014      | Liga de Campeones de la CAF  | 2              | TP Mazembe             | 2-1   | 0-1    | 2-2 (a)     |
| 2014      | Copa Confederación de la CAF | 3              | Bayelsa United         | 2-0   | 1-0    | 3-0         |
| 2014      | Copa Confederación de la CAF | Fase de grupos | ES Sahel               | 1-1   | 1-0    | 2.º lugar   |
| 2014      | Copa Confederación de la CAF | Fase de grupos | Al-Ahly                | 1-1   | 0-1    | 2.º lugar   |
| 2014      | Copa Confederación de la CAF | Fase de grupos | Nkana FC               | 3-0   | 1-1    | 2.º lugar   |
| 2014      | Copa Confederación de la CAF | Semifinales    | AC Léopards            | 1-0   | 0-0    | 1-0         |
| 2014      | Copa Confederación de la CAF | Final          | Al-Ahly                | 2-1   | 0-1    | 2-2 (a)     |
| 2015      | Liga de Campeones de la CAF  | Preliminar     | AS Kaloum Star         | 1-2   | 0-1    | 1-3         |
| 2017      | Liga de Campeones de la CAF  | Preliminar     | Gambia Ports Authority | 0-0   | 0-1    | 0-1         |

1- Os Balantas abandonó el torneo.

## Exentrenadores
- Lama Bamba
- Emmanuel Niliali
- Norbef Saraka
- Mamadou Zaré
- Didier Otokoré (2007-09)

## Jugadores

### Jugadores destacados
- Ange Pacomé Dogba Gnagbo
- Kouko Guehi
- Goore Landry Romeo
- Yaya Soumahoro
- Chris Dukuly